# Boo (tätort de Nacka)
Pour les articles homonymes, voir Boo.
Boo est une tätort de Boo församling (sv) dans la commune de Nacka. En 2010, il comptait 24 052 habitants sur une superficie de 1 626 hectares.

## Source de la traduction
- (sv) Cet article est partiellement ou en totalité issu de l’article de Wikipédia en suédois intitulé « Boo » (voir la liste des auteurs).